# Papirus Oxyrhynchus 38
Papirus Oxyrhynchus 38 oznaczany jako P.Oxy.I 38 – rękopis zawierający petycję do prefekta Tryfona napisany w języku greckim przez nieznanego autora. Papirus ten został odkryty przez Bernarda Grenfella i Arthura Hunta w 1897 roku w Oksyrynchos. Rękopis powstał po 29 marca 49 roku n.e. Przechowywany jest w Muzeum Egipskim w Kairze (Cat. Gen. 10002). Tekst został opublikowany przez Grenfella i Hunta w 1898 roku.
Manuskrypt został napisany na papirusie, na pojedynczej karcie. Rozmiary zachowanego fragmentu wynoszą 36 na 13,2 cm. Tekst jest pisany kursywą.